# Finya
Finya ist eine kostenlose deutschsprachige Singlebörse und Partnervermittlungs-Plattform mit Sitz in Hamburg. Geschäftsführer sind Alexander Gerlach und Julien Walther. Anfangs war die Dating-Plattform vor allem in Norddeutschland verbreitet, 2017 erstreckt sich die Community über den gesamten DACH-Raum.

## Entstehungsgeschichte
Die Nutzung der Singlebörse Finya ist kostenlos; die Finanzierung erfolgt über Werbung.

## Wortmarke
Am 23. Oktober 2003 wurde „Finya“ als Wortmarke im Deutschen Patent- und Markenregister eingetragen.
Nach eigenen Aussagen soll der Name Finya ein abstraktes Wortspiel aus der englischen, umgangssprachlichen Formulierung für „findet euch“ („find ya“) sein.

## Funktionsweise
Bei der Registrierung müssen Nutzer ihr Geschlecht, ihre sexuelle Orientierung, ihr Alter, ihre Postleitzahl sowie ein Pseudonym und eine E-Mail-Adresse angeben. Ist die Registrierung nach der Verifizierung der E-Mail-Adresse abgeschlossen, können Nutzer das Angebot kostenfrei nutzen. Es ist möglich, jeden anderen User anzuschreiben.
Ein weiteres Tool ist das sogenannte Voting. Dabei können Nutzer andere Profile nach ihrem Aussehen bewerten. Von den Fotos zweier Personen sucht man sich das attraktivere aus und Finya errechnet im Hintergrund dann für jedes Mitglied einen sogenannten Attraktivitätsindex. Dieser Index liegt auf einer Skala von 0 (unattraktiv) bis 10 (sehr attraktiv) und errechnet sich neben der Bewertung anderer Nutzer durch verschiedene nicht benannte Indikatoren. Der Attraktivitätsindex zeigt nicht nur die optische Beliebtheit eines Profils, sondern kann auch bei der Suche als Filter verwendet werden.

## Rezeption
Vor allem Nutzerinnen kritisieren, dass die freie Kontaktierungsmöglichkeit keinen Schutz vor unangemessenen Inhalten bietet. Ferner können Profilsperren nur nach vorangegangener Interaktion gesetzt werden. Außerdem gebe es viele Fakeprofile und Profile, die über eine künstliche Intelligenz (KI) gesteuert würden. Die Community wünscht mehr Kontroll- und Sicherheitsfunktionen. Menschen, die einen gleichgeschlechtlichen Partner suchen, sind bei Finya laut einer Kritik eher gering vertreten. Vor allem aus den vorgenannten Gründen erhält das Portal von den Nutzern auf testberichte.de überwiegend negative Bewertungen. Die Stiftung Warentest vergab 2016 das Urteil „befriedigend“.
Netzwelt.de vergab im Februar 2021 für Finya den ersten Platz und 9 von 10 Sternen, die Leserbewertung bewertet das Portal jedoch mit nur 3 von 5 Punkten.